# Wilhelm Johnen
Wilhelm Johnen (Homberg-Meiersberg, 9 ottobre 1921 – Überlingen, 7 gennaio 2002) è stato un militare e aviatore tedesco che prestò servizio nella Luftwaffe durante e dopo la seconda guerra mondiale. Asso dell'aviazione da caccia notturna ottenne 33 vittorie aeree, tra cui 24 bombardieri quadrimotori, in 200 missioni.

## Biografia
. 

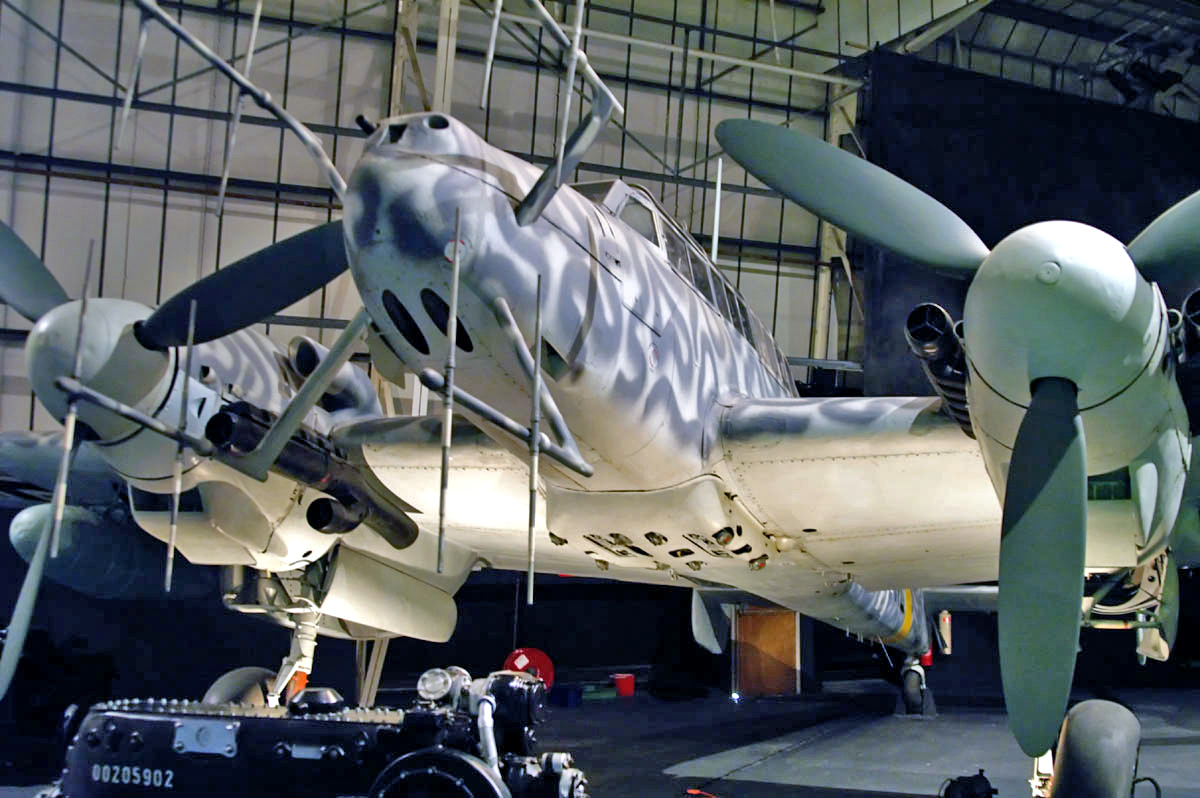
Un caccia notturno Messerchmitt Bf 110 G-4 esposto presso il RAF Museum di Londra.

Nacque a Homberg-Meiersberg il 9 ottobre 1921. Arruolatosi nella Luftwaffe come fahnenjunker iniziò il suo addestramento a Pardubitz, Cecoslovacchia, in seno al Fliegerausbildungsregiment 32.
Il 1º aprile 1940 fu promosso gefreiter, il 1º giugno unteroffizier e il 1º settembre 1940 fähnrich. Dopo l'addestramento basico trascorse diversi mesi volando su velivoli monomotore e conseguì il brevetto di pilota il 21 settembre 1940. Il 1 febbraio 1941 fu promosso oberfähnrich e fu successivamente inviato a Zeltweg, Austria, presso la C-Schule per l'addestramento al pilotaggio di velivoli plurimotore. Qui volo sui cacciabombardieri Messerschmitt Bf 110. Al momento del conseguimento del brevetto di pilota di plurimotori, il 1 aprile 1941, fu promosso tenente. Il 18 maggio si offrì volontario per l'assegnazione alla caccia notturna, e dopo sei settimane di addestramento al volo senza visibilità, fu assegnato alla al 3° staffel dello Nachtjagdgeschwader 1 (NJG 1)), insieme al suo operatore radio/radar, il gefreiter Albrecht Risop.
Ottenne la sua prima vittoria aerea nella notte tra il 26 e il 27 marzo 1942, quando abbatté un bombardiere bimotore della Vickers Wellington della Royal Air Force. Dopo aver abbattuto un altro Wellington il 17 giugno, attaccò quindi un bombardiere quadrimotore Short Stirling della RAF ma il suo Bf 110 D-3 (W.Nr. 4224) “G9+FL” fu colpito dal fuoco di risposta dei mitraglieri del bombardiere, che uccise il suo operatore radio/radar e lo ferì alla gamba sinistra. Riuscito a uscire dall'aereo in fiamme, si lanciò con il paracadute salvandosi. Trascorrere molto tempo in ospedale per curare le ustioni e la ferita alla gamba, ritornando in servizio nel luglio 1942. Il 1º ottobre lo 3./NJG 1 fu rinominato 1./NJG 5, e nel mese di dicembre 5./NJG 5. Nel corso del 1943 conseguì ulteriori sei vittorie aeree, a spese di un Wellington, due Stirling, due Handley Page Halifax e un Avro Lancaster.
Nel gennaio 1944 conseguì altre sette vittorie, fra cui tre bombardieri quadrimotori Lancaster della RAF abbattuti nella notte tra il 27 e il 28 gennaio. Conseguì un'altra tripletta nella notte del 15/16 febbraio (16-18) a spese di altrettanti Lancaster. Il 3 marzo 1944 fu nominato Staffelkapitän del 6./NJG 5. Nella notte tra il 27 e il 28 aprile abbatté un bombardiere quadrimotore Lancaster della RAF. Preso contatto con un altro Lancaster sul Lago di Costanza diretto a ovest, verso la Svizzera, non esitò ad attaccare il bombardiere ma il suo Bf 110 G-4 (W.Nr. 740 055) "C9+EN" fu colpito dal fuoco del Lancaster e il motore di babordo si incendiò. Condotto verso terra dai proiettori della difesa contraerea svizzera, e con un motore spento, fu costretto ad atterrare all'aeroporto di Zurigo-Dübendorf, venendo internato insieme agli altri membri dell'equipaggio. Vennero rimpatriati alcuni giorni dopo in mezzo a molte manovre politiche e di spionaggio, in quanto il Bf 110 G-4 e il suo radar erano considerati modelli i cui segreti erano da proteggere ad ogni costo. Nominato Staffelkapitän della 8./NJG 6 il 10 maggio 1944, con sede in Ungheria, in poco più di due mesi conseguì ulteriori 11 vittorie, inclusi quattro bombardieri bimotori North American B-25 Mitchell sovietici. Il 23 luglio, promosso oberleutnant, venne insignito della Croce di Cavaliere della Croce di Ferro (Ritterkreuz) per aver conseguito 33 vittorie. Nell'autunno di quell'anno venne nominato Gruppenkommandeur del III./NJG 6, comandando questa unità fino alla fine della guerra. Fu promosso hauptmann nel febbraio 1945. Dopo la fine del conflitto riprese a studiare frequentando l'università e conseguendo una laurea in ingegneria. Nel 1952 lavorò con il professor Willy Messerschmitt prima di intraprendere con successo una propria attività nel campo dell'ingegneria edile Si spense a Überlingen il 7 febbraio 2002.

## Pubblicazioni
- Duell unter den Sternen. Tatsachenbericht eines deutschen Nachtjägers 1941–1945, Flechsig, Würzburg, 2009, ISBN 978-3-8035-0003-8.

### Fonti
1. 1 2 3 4 5 6 7 8 9 10 11 12 13 14 15 16 17  Gasztych 2020, p. 21.
2. 1 2 3 4 5 6  Luftwaffe.
3. ↑  Gasztych 2020, p. 12.
4. ↑  Gasztych 2020, p. 14.
5. ↑  Gasztych 2020, p. 20.
6. ↑  Fellgiebel 2000, p. 245.
7. ↑  Patzwall, Scherzer 2001, p. 212.
8. ↑  Patzwall 2008, p. 111.